# Телек (Чуйская область)
Телек (кирг. Төлөк) — село в Московском районе Чуйской области Кыргызстана. Административный центр и единственный населённый пункт Телекского айылного аймака.

## География
Село расположено в западной части области, на правом берегу реки Ак-Суу, на расстоянии приблизительно 28 километров (по прямой) к северу от села Беловодского, административного центра района. Абсолютная высота — 580 метров над уровнем моря.

## Население
Согласно оценочным данным Национального статистического комитета Кыргызской Республики, численность населения села на начало 2023 года составляла 1472 человека.
| год     | 2009 | 2014 | 2015 | 2020 | 2021 | 2023 |
| ------- | ---- | ---- | ---- | ---- | ---- | ---- |
| человек | 1072 | 1255 | 1275 | 1380 | 1420 | 1472 |